# 一宮神社 (神戸市)
一宮神社（いちのみやじんじゃ）は神戸市中央区山本通に鎮座する神社。生田裔神八社の1社。

## 祭神
- 田心姫命

福岡県宗像郡沖ノ島の宗像大社より勧請したといわれる。

## 歴史
神功皇后が三韓からの帰途巡拝された一社で、生田裔神八社の一宮。
- 創建年代は不詳、一説には4世紀ともいわれている北野村の鎮守社。
- 元禄3年（1690年）の調書に「市の宮」とある。
- 昭和22年（1947年）山口神社(奈良県大柳生村)の境内社戸隠神社を模して社殿を再建。
- 昭和30年（1955年）本殿再建。

## 境内
- 伊久波神社 伊久波戸田宿祢命
- 熊高稲荷神社 宇迦之御魂大神

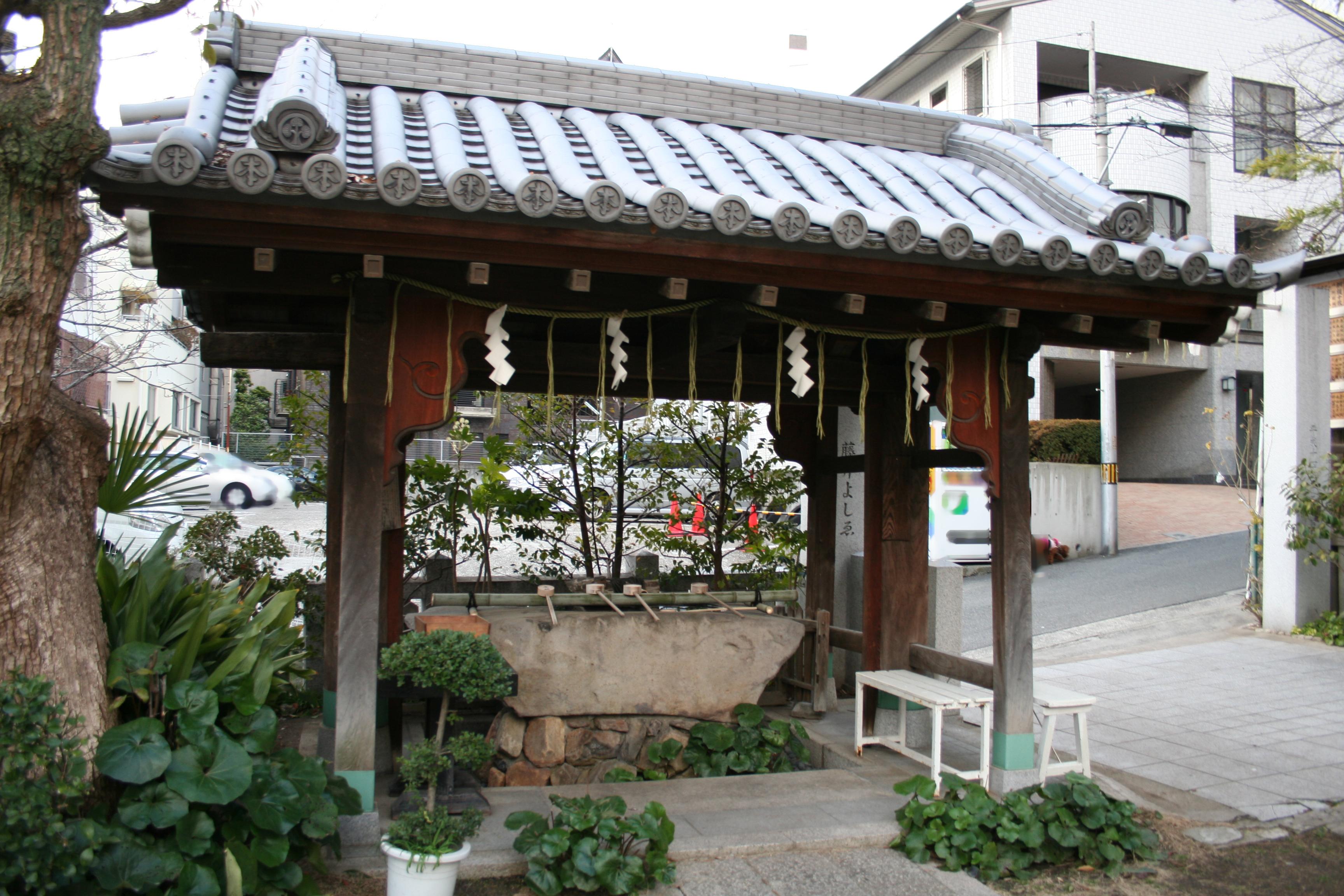
手水舎

- 手水舎 元大和郡山城主本多忠直公の御門（1710年築）を再移築。

## 交通アクセス
JR神戸線三ノ宮駅下車、徒歩8分